# Стеценко Святослав Олександрович
Святосла́в Олекса́ндрович Стеце́нко  (8 жовтня 1965, Миролюбівка Піщанський район Вінницька область — 5 травня 2022, під Лисичанськом, Луганська область) — український військовий і громадський діяч, полковник, представник Уповноваженого Верховної Ради України з прав людини у 2016—2018 роках, засновник ГО «Український легіон».

## Біографія
Святослав Стеценко народився 8 жовтня 1965 року в селі Миролюбівка Піщанського району Вінницької області. Закінчив Новосибірське ВВПЗУ та Національну академію оборони України (2004—2007). Магістр військового управління за спеціальністю «Бойове застосування і управління бойовими діями механізованих і танкових підрозділів, частин, з'єднань». На військовій службі з 1982 по 2010 роки, в останні роки — начальник науково-організаційного відділу Центральний науково-дослідний інститут ЗС України. Автор понад 20 наукових праць з воєнного будівництва, військового мистецтва та воєнної історії.
У 2012 році балотувався на виборах до Верховної Ради України по 212 округу, але не був обраний. У 2013—2014 роках під час Майдану очолював «Громадську варту» Дарницького району Києва. У 2014 році заснував громадську організацію «Український легіон», метою якої було навчання цивільного населення й військовослужбовців з бойової підготовки і цивільного захисту. Був активним учасником «Руху сприяння територіальній обороні України».
З вересня 2016 по березень 2018 року представник з питань захисту прав військовослужбовців Уповноваженого Верховної Ради України з прав людини.
У січні 2020 року Святослав Стеценко повернувся на військову службу у Збройні сили України. Став до лав 59-ї окремої мотопіхотної бригади ЗСУ імені Якова Гандзюка на посаді заступника начальника штабу. Згідно зі спогадами капітана Євгена «Арті Грін» Бекрєнєва загинув 5 травня 2022 року під Лисичанськом, що на Луганщині.